# Air Tahiti Nui
Air Tahiti Nui is de nationale luchtvaartmaatschappij van Frans-Polynesië en heeft haar hub op Faa'a International Airport. De maatschappij voert alleen langeafstandsvluchten uit met de Boeing 787-9.

## Geschiedenis
Air Tahiti Nui werd op 31 oktober 1996 opgericht en voerde haar eerste vlucht uit op 20 november 1998 met een Airbus A340-200. Het doel van de oprichting was om het toerisme op de eilandengroep te bevorderen.
In mei 2015 werd bekend dat de vloot vervangen zou worden voor de zuinigere Boeing 787-9. Deze werden geleverd tussen 2018 en 2019. De laatste vlucht met de Airbus A340-300 volgde op 25 september 2019.
Begin april 2018 werd er ook een nieuw logo in gebruik genomen met een nieuwe typografie om de maatschappij er zo moderner uit te laten zien. Op het logo staat de tiaré tahiti, het nationale symbool van Frans-Polynesië.
Op 15 maart 2020 voerde Air Tahiti Nui de langste binnenlandse non-stop vlucht van dat moment uit naar Parijs vanwege restricties door de coronapandemie.

## Vloot

### Huidige vloot

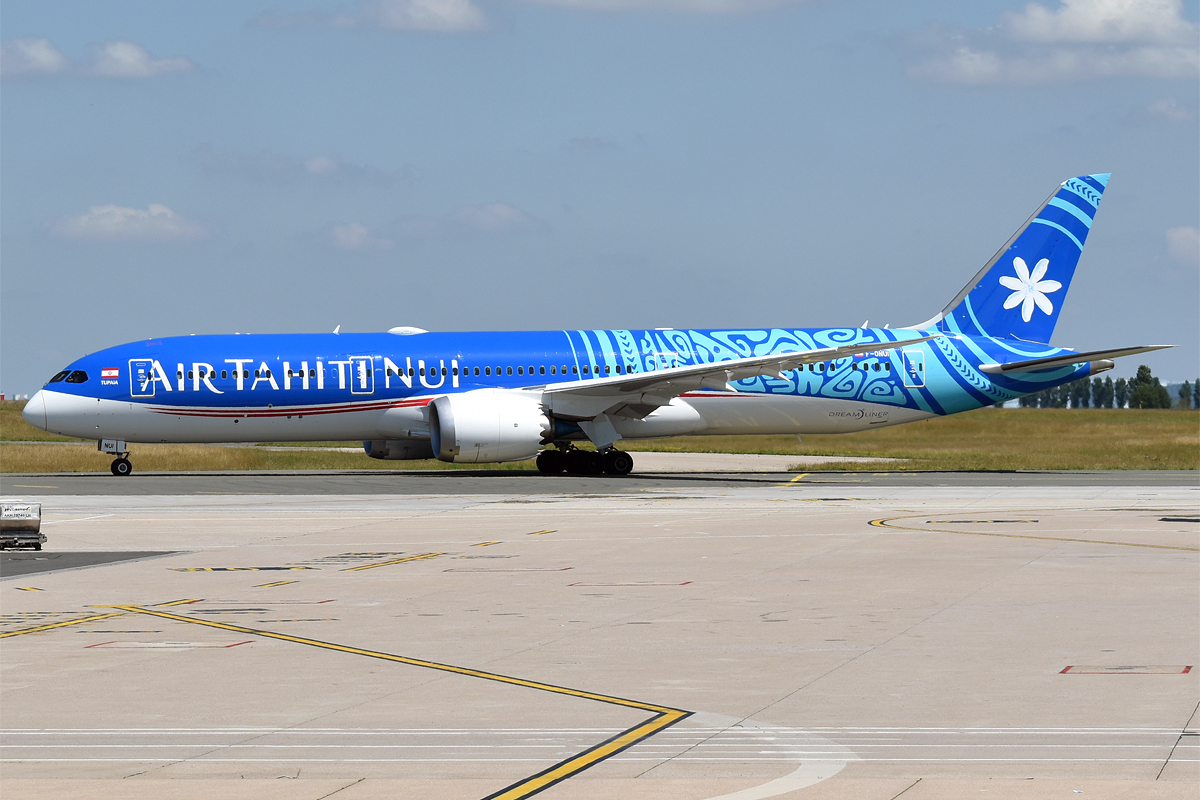
Een Boeing 787-9 van Air Tahiti Nui

De vloot van Air Tahiti Nui bestaat uit (juni 2024):
| Type         | In dienst | Orders | Passagiers | Passagiers | Passagiers | Passagiers | Opmerkingen |
| Type         | In dienst | Orders | B          | PE         | E          | Totaal     | Opmerkingen |
| ------------ | --------- | ------ | ---------- | ---------- | ---------- | ---------- | ----------- |
| Boeing 787-9 | 4         | —      | 30         | 32         | 232        | 294        |             |
| Totaal       | 4         | —      |            |            |            |            |             |

Alle toestellen zijn voorzien van een naam, drie met de naam van eilanden en één met de naam van een Frans-Polynesische navigator: Bora Bora, Fakarava, Tetiaroa en Tupaia.

### Voormalige vloot

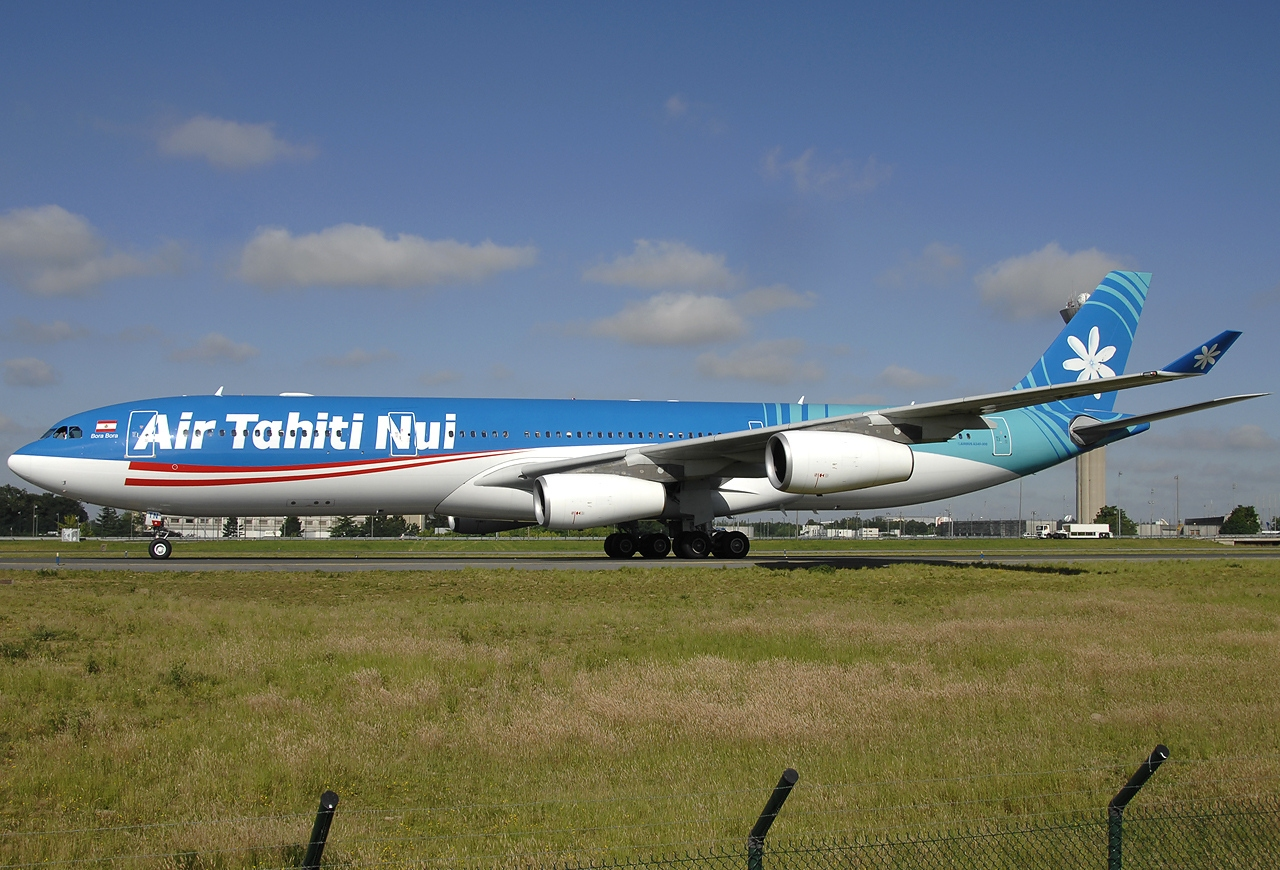
Voormalige Airbus A340-300 van Air Tahiti Nui

De vloot van Air Tahiti Nui bestond ook uit:
| Type            | Aantal | In dienst | Uitgefaseerd | Opmerkingen     |
| --------------- | ------ | --------- | ------------ | --------------- |
| Airbus A340-200 | 1      | 1998      | 2003         | Naam: Bora Bora |
| Airbus A340-300 | 5      | 2001      | 2019         |                 |

## Bestemmingen
Air Tahiti Nui voert vluchten uit naar (juni 2024):
| Land             | Stad        | Luchthaven                           | Opmerkingen    |
| ---------------- | ----------- | ------------------------------------ | -------------- |
| Frankrijk        | Parijs      | Aéroport de Paris-Charles de Gaulle  | Via LAX en SEA |
| Frans-Polynesië  | Fa‘a‘ā      | Faa'a International Airport          | hub            |
| Japan            | Tokio       | Luchthaven Narita                    |                |
| Nieuw-Zeeland    | Auckland    | Luchthaven van Auckland              |                |
| Verenigde Staten | Los Angeles | Los Angeles International Airport    | Naar CDG       |
| Verenigde Staten | Seattle     | Seattle-Tacoma International Airport | Naar CDG       |

### Codeshare-overeenkomsten
Air Tahiti Nui onderhoudt codeshare-overeenkomsten met de volgende maatschappijen:
| Aircalin        | [ 15 ] | American Airlines | [ 16 ] | LATAM Chile | [ 17 ] |
| Air France      | [ 18 ] | Delta Air Lines   | [ 19 ] | Qantas      | [ 20 ] |
| Air New Zealand | [ 21 ] | Japan Airlines    | [ 22 ] | SNCF        | [ 24 ] |
| Alaska Airlines | [ 25 ] | Korean Air        | [ 26 ] |             |        |